# 篠山口駅

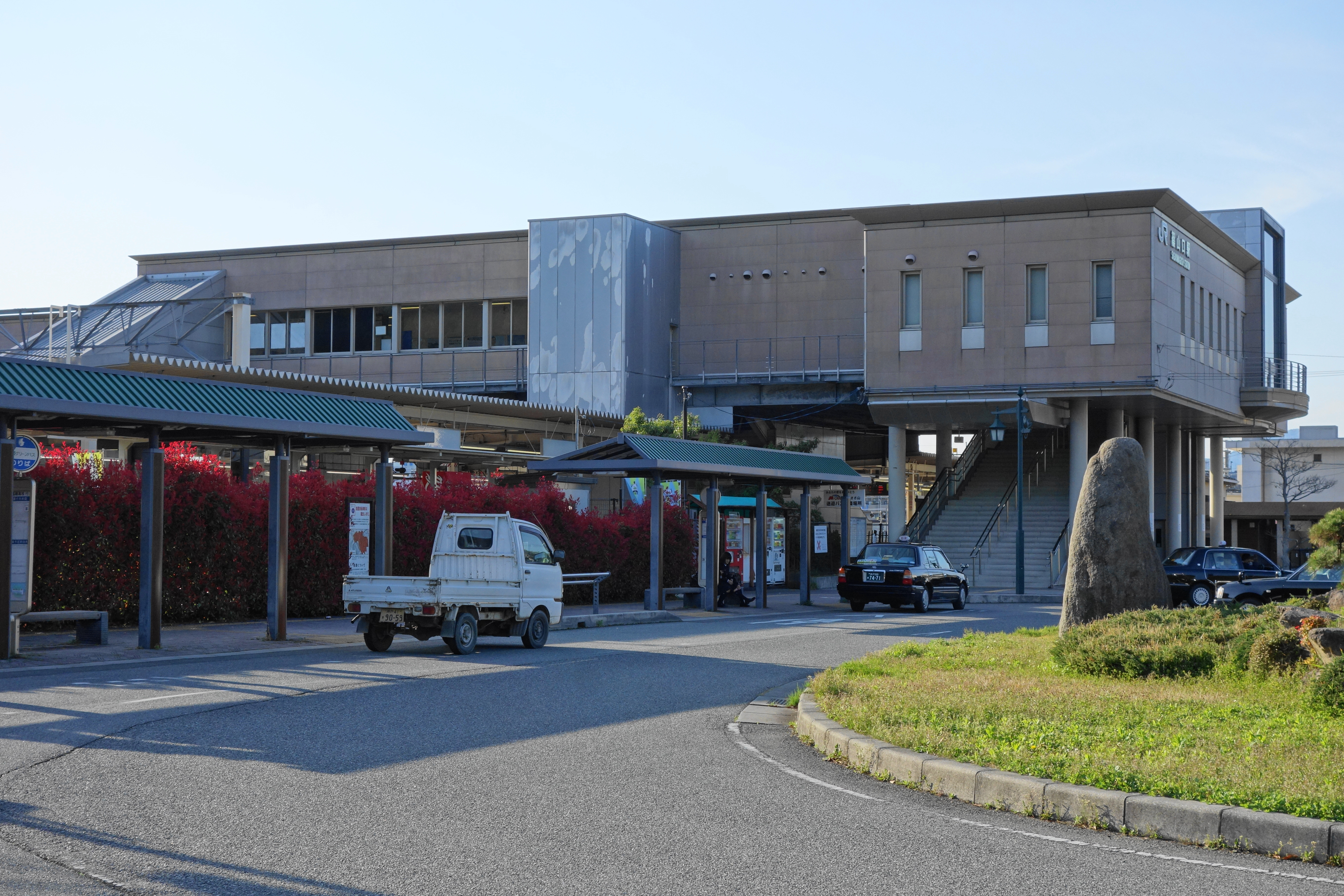
東口（2013年4月）

篠山口駅（ささやまぐちえき）は、兵庫県丹波篠山市大沢字高伏ノ坪にある、西日本旅客鉄道（JR西日本）福知山線の駅である。駅番号はJR-G69。

## 概要
丹波篠山市の代表駅。特急『こうのとり』が全列車停車する。
当駅を境に尼崎方面は複線で、福知山方面は単線となっている。尼崎方面はアーバンネットワークに含まれており、「JR宝塚線」の愛称が付いている。案内上でも、当駅から尼崎方面は「JR宝塚線」、福知山方面は正式名称の「福知山線」と名称が区別されている。
福知山駅管理下の直営駅である。
なお、1972年（昭和47年）までは篠山市街地に向けて篠山線が伸びており、その始発駅でもあった。
2009年の篠山市市制施行10周年に向けて、商工会が中心となって「丹波篠山駅」に駅名を変更する動きがあり、1万名を超える署名も集まったが、約8千万円の費用を要すること等から進捗していない。

## 歴史
現在地に駅を建設するまでに、阪鶴鉄道が予定していた篠山市西町付近を通るルートを地元の反対のために中止、最終的に現在の地（旧・丹南町）に駅が作られることとなったとの説があるが、当初より阪鶴鉄道は篠山市街を経由するルートを想定しておらず、典型的な鉄道忌避伝説の例となっている。

### 年表
- 1899年（明治32年）
  - 3月25日：阪鶴鉄道が三田駅から延伸した際に、その終着駅である篠山駅として開業[1][2]。旅客・貨物の取り扱いを開始[2]。
  - 5月25日：阪鶴鉄道が柏原駅まで延伸したため、途中駅となる。
- 1907年（明治40年）8月1日：鉄道国有法により阪鶴鉄道国有化[2]。
- 1909年（明治42年）10月12日：線路名称制定。阪鶴線所属駅となる。
- 1912年（明治45年）3月1日：線路名称改定。阪鶴線の福知山駅以南が福知山線に改称し、当駅もその所属となる。
- 1915年（大正4年）9月12日：篠山鉄道弁天駅 - 篠山町駅間開通[1]。
- 1925年（大正14年）12月10日：篠山鉄道が篠山駅の乗り入れを開始する[注釈 2]。
- 1944年（昭和19年）
  - 3月1日：篠山口駅に改称[1][2]。
  - 3月21日：篠山線（当駅 - 福住駅）開業[1][3]。篠山鉄道廃止[1]。
- 1972年（昭和47年）3月1日：篠山線廃止[1][3]。
- 1985年（昭和60年）3月14日：荷物扱い廃止[2]。
- 1982年（昭和57年）10月3日：貨物の取り扱いが廃止[2]。
- 1987年（昭和62年）4月1日：国鉄分割民営化により西日本旅客鉄道（JR西日本）の駅となる[2]。
- 1988年（昭和63年）3月13日：路線愛称の制定により、福知山線の当駅 - 尼崎駅間および東海道本線の尼崎駅 - 大阪駅間に「JR宝塚線」の愛称を使用開始。
- 1992年（平成4年）4月1日：篠山口鉄道部発足により、その管轄となる。
- 1997年（平成9年）
  - 2月8日：橋上駅となる[1]。
  - 3月8日：JR東西線開業と同時に、新三田駅 - 当駅間が複線化。
- 1998年（平成10年）12月17日：自動改札機を設置し、供用開始[5]。
- 2003年（平成15年）11月1日：尼崎駅方面においてICカード「ICOCA」の利用が可能となる。
- 2009年（平成21年）6月1日：篠山口鉄道部廃止に伴い福知山支社直轄に戻され、「管理駅」として同鉄道部管内の駅管轄業務を継承。
- 2011年（平成23年）2月末：駅弁の販売が終了[1]。
- 2018年（平成30年）3月17日：当駅に駅ナンバリング「JR-G69」が導入され、使用を開始。
- 2021年（令和3年）
  - 3月13日：福知山駅方面においてICカード「ICOCA」の利用が可能となる[6]。
  - 3月31日：みどりの窓口が営業を終了[7]。
  - 4月1日：みどりの券売機プラスの利用を開始[7]。
- 2022年（令和4年）
  - 6月1日：管理駅から外れ福知山駅の管理下になる。
  - 10月1日：組織改正により、全線が近畿統括本部福知山管理部の管轄になる。

## 駅構造

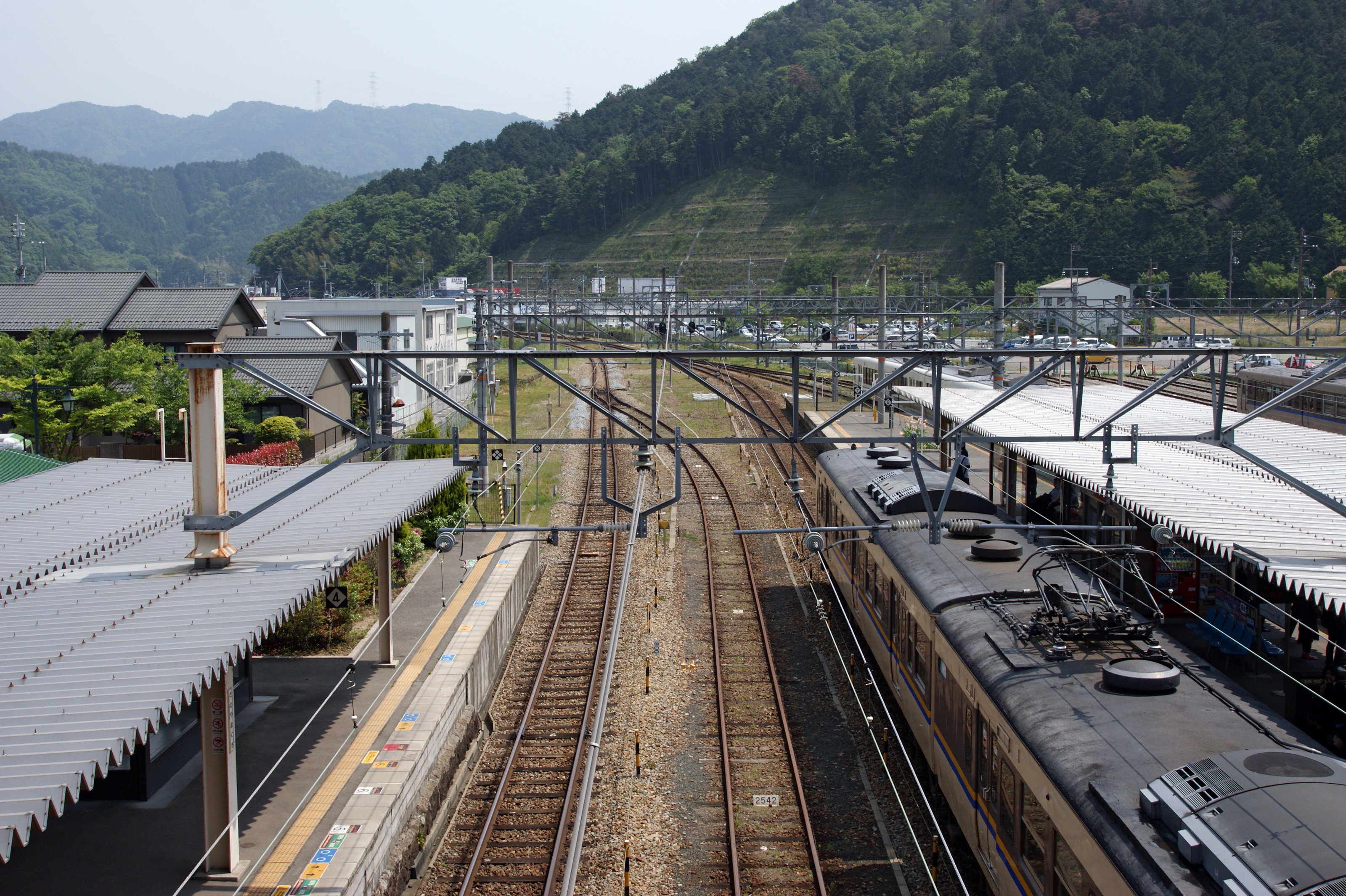
跨線橋からの眺め（2008年5月）

単式・島式の複合型2面3線のホームを持つ橋上駅である。改札口は橋上の1か所のみ。
一部時間帯を除き改札口は無人で、改札口コールセンターがカメラ付インターホンを通して対応を行う。改札外コンコースには「セブンイレブンキヨスク」があったが2021年に閉店し、跡地は丹波篠山市により日替わり催事ブースとして活用されている。
2022年6月、丹波篠山市は駅の活性化プランを打ち出し、駅内の空きスペース（後述の閉店した東口ハートイン跡地）をJRから借り受けて無償貸与するとともに、駅東口には休憩スペースを設置することにしている。

### のりば
| のりば  | 路線     | 行先                   |
| ------- | -------- | ---------------------- |
| 1・3・4 | JR宝塚線 | 三田・宝塚・大阪方面   |
| 1・3・4 | 福知山線 | 谷川・柏原・福知山方面 |

※上表の路線名は旅客案内上の名称（「JR宝塚線」は正式路線名ではなく愛称）で表記している。
付記事項
- 本線は上りが1番のりば、下りが3番のりばだが、3線ともに両方向への発車が可能。ただし、1番のりばへは福知山方面からのみ入線できる。
- 単式・島式の各ホームの間に中線（2番線）があるため、「2番のりば」は存在しない。
- 分岐器や絶対信号機があるため、当駅は停車場に分類される。

#### 発着番線に関して
当駅は運行上の境界駅であるため、普通・快速列車の乗り継ぎを島式ホーム（3・4番のりば）で行えるようにしている。その関係で発着番線は一定しない。発着番線の目安は以下の通りである。
- 1番のりば - 主に大阪・新大阪方面行き特急『こうのとり』
  - 時間帯によっては、大阪方面行きの列車や福知山方面からの当駅止まりの普通電車も停車。福知山方面の列車は、23時台1本の普通列車以外に設定はない（ダイヤが乱れた場合を除く）。
- 3番のりば - 主に福知山方面行き列車（特急『こうのとり』を含む）
  - 時間帯によっては、大阪方面行きの列車も停車する。
- 4番のりば - 日中の大阪行き区間快速と、特急『こうのとり』を待避する福知山行きの丹波路快速・普通
  - 夕方の福知山方面行き列車（特急を除く）は、このホームで車両の分割を行う。その場合、切り離された車両が大阪行きとなり、同じ4番のりば上に各方面行きの列車2本が縦列停車することになる。

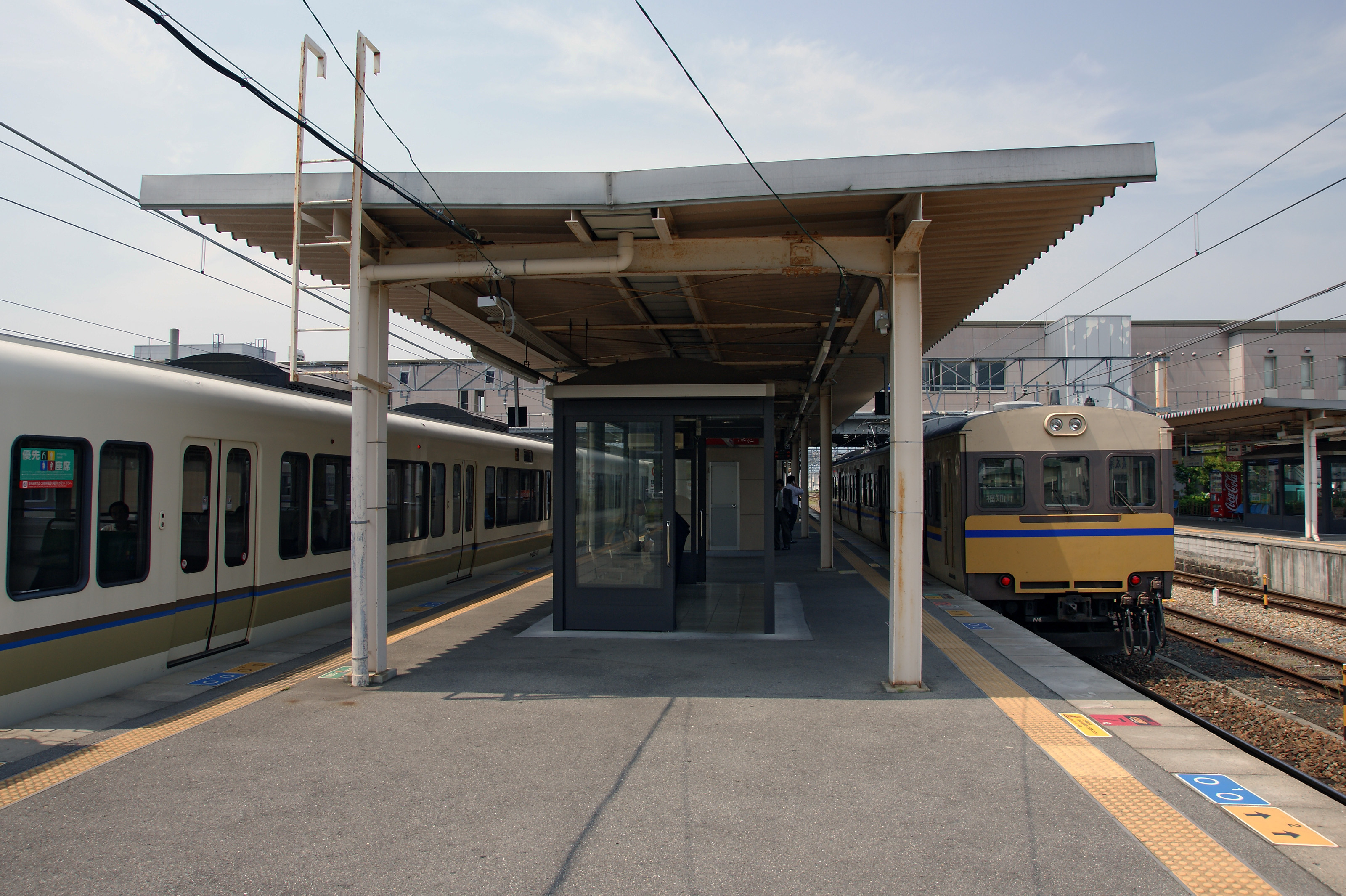
のりば（2008年5月。撮影当時は左から3番のりば、2番のりば、中線、1番のりば）
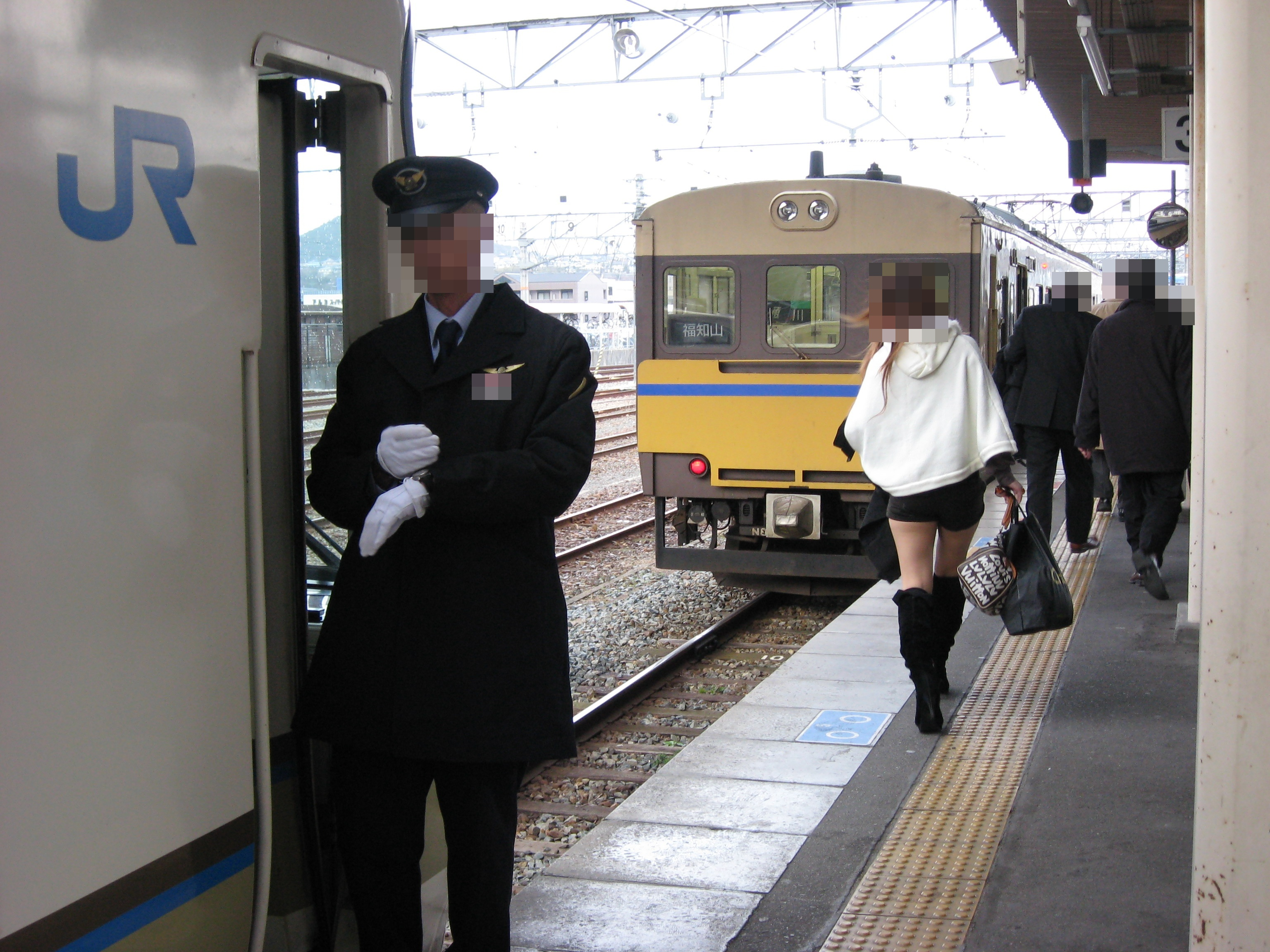
3番のりば（現：4番のりば）に縦列停車する丹波路快速（手前：大阪行き）と普通（奥：福知山行き）

## ダイヤ
日中は1時間あたりに特急『こうのとり』が上下方向に各1本、大阪方面は区間快速が1本、福知山方面の普通が1本発着する。この時間帯は、特急を除いて大阪方面、福知山方面共にほとんどの列車が当駅で折り返す。
朝の大阪方面行きと、夜の到着列車は日中に比べると本数が多くなり、当駅を跨いた丹波路快速・普通が運転されるほか、JR東西線直通の快速列車も一部乗り入れている。

## 駅弁（販売終了）

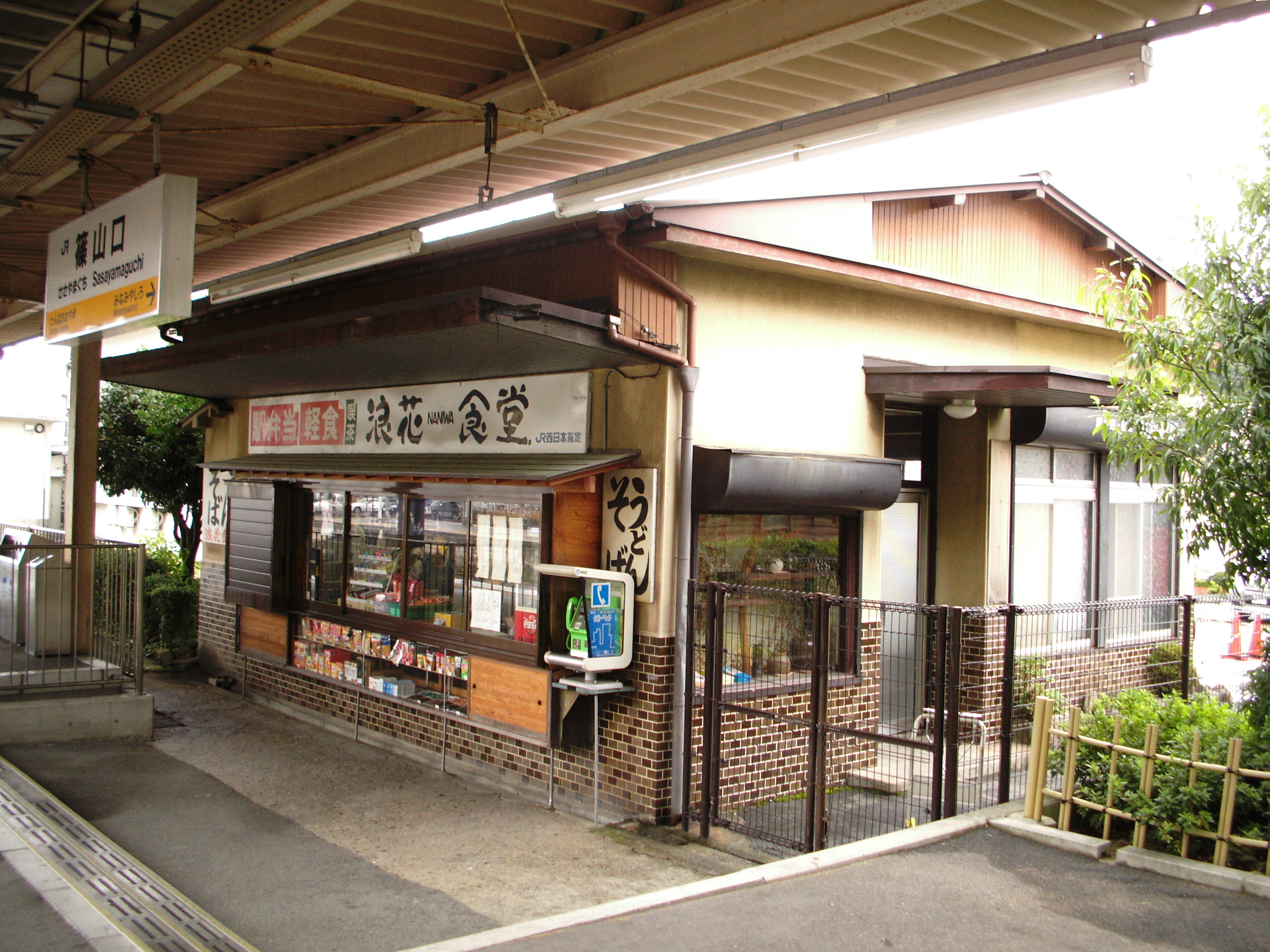
浪花食堂（※現在は閉店）

篠山口駅で駅弁の販売が開始されたのは1907年（明治40年）とされる。かつて各ホームでは『浪花食堂』が以下の駅弁を販売していたが、2011年2月に閉店し駅弁販売が無くなった。
- 山菜デカンショ弁当
- 幕の内弁当
- かにずし
- 猪のぼたんめし
- 特製 松茸弁当
  - 「幕の内弁当」と「かにずし」以外は季節販売商品。

なお、2023年（令和5年）11月11日に篠山口駅周辺で開催される「篠山口駅マルシェ」で、かつての駅弁を参考にした「新デカンショ弁当」が数量限定で販売されることになった。

## 利用状況
「兵庫県統計書」によると、2016年（平成28年）度の1日平均乗車人員は3,532人である。
近年の1日平均乗車人員は以下の通りである。
| 年度   | 1日平均 乗車人員 |
| ------ | ---------------- |
| 1995年 | 3,463            |
| 1996年 | 3,590            |
| 1997年 | 3,803            |
| 1998年 | 3,931            |
| 1999年 | 3,995            |
| 2000年 | 4,112            |
| 2001年 | 4,185            |
| 2002年 | 4,158            |
| 2000年 | 4,112            |
| 2001年 | 4,185            |
| 2002年 | 4,158            |
| 2003年 | 4,187            |
| 2004年 | 4,278            |
| 2005年 | 4,141            |
| 2006年 | 4,115            |
| 2007年 | 4,092            |
| 2008年 | 4,072            |
| 2009年 | 3,966            |
| 2010年 | 3,914            |
| 2011年 | 3,863            |
| 2012年 | 3,757            |
| 2013年 | 3,775            |
| 2014年 | 3,633            |
| 2015年 | 3,580            |
| 2016年 | 3,532            |

## 駅周辺
東西に山が迫るが、国道や県道沿いを中心に住宅街が広がっている。
駅舎の橋上化以前は、東口から伸びる弁天地区が旧・丹南町の中心地であった。駅には、国鉄の購買部を前身とするハートイン（現在の東口にあり跡地は倉庫として活用）と先述の『浪花食堂』（いずれも既に閉店）があるのみだった。
橋上化後の駅舎には、国道176号に面する西口が新設された。西口周辺は都市再開発地区の指定を受けており、周辺の整備が進んだ。
- 丹南郵便局
- 国道176号
- 兵庫県道299号大沢新東吹線
- 舞鶴若狭自動車道 丹南篠山口IC

西口と東口のロータリーには、終日利用可能な公衆トイレがある（共に多目的トイレ併設）。

## バス路線

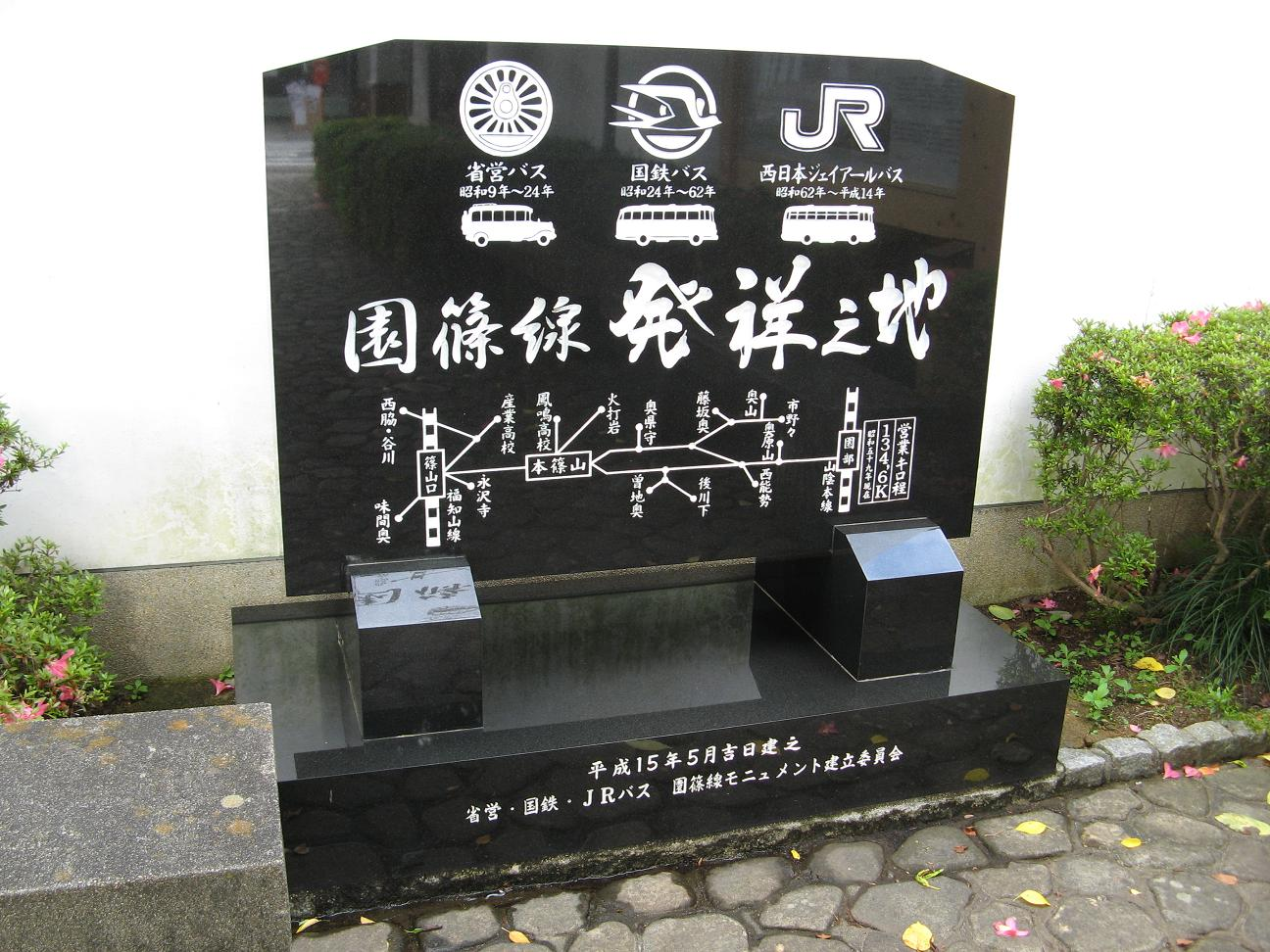
園篠線発祥之地碑

山一サービスが運行する事前予約制高速バス「アミー号」と武元重機が運行するサンシャインエクスプレスの夜行便を除きウイング神姫（旧神姫グリーンバス）の以下の路線が発着しており、同バスではICOCAやPiTaPa、NicoPaが使用できる。
かつては西日本JRバスが園篠線として福住・園部方面に向けて運行していたが、利用客減少に伴い当駅 - 福住間が2002年（平成14年）3月31日、福住 - 園部駅前間が同年9月30日をもって廃止され、撤退した。本篠山バス停の近くには、「園篠線発祥之地碑」がある。
篠山口駅（西口）
- 1番のりば - 20・21系統住吉台（コミセン前行・ライオン公園行・住吉台循環）、8系統藍本駅 方面行き（平日のみ）
- 2番のりば - 1・2・10系統篠山営業所、福住 方面行
- 3番のりば - 3系統西紀支所、草山温泉方面行／「アミー号」東京駅、海浜幕張 行夜行（アミー号は事前予約が無いと当停留所へは立ち寄らない）／サンシャインエクスプレス（みらい観光）新宿駅・東京駅行夜行／コミバスハートランAルート 荒子新田 方面行

このほか、篠山営業所 - 当駅 - 兵庫陶芸美術館間の直通バスも夏季から秋季の土曜・日曜・祝日に運行され、西口1番のりばから発着する（2016年時点で5往復あったが、2022年秋は運転されていない）。
篠山口駅東口
- 篠山鳳鳴高校前 行

上記の他、送迎バスの乗降に使われている。

## 隣の駅
西日本旅客鉄道（JR西日本）
 JR宝塚線（福知山線）
- 特急「こうのとり」停車駅

■快速・■区間快速
南矢代駅 (JR-G68) - 篠山口駅 (JR-G69)
■丹波路快速・■普通
南矢代駅 (JR-G68) - 篠山口駅 (JR-G69) - 丹波大山駅

### かつて存在した路線
日本国有鉄道
篠山線（1944年開業、1972年廃止）
篠山口駅 - 篠山駅
篠山鉄道
篠山鉄道線（1944年廃止）
篠山駅 - 東吹駅